# Obergrochlitz
Obergrochlitz ist ein Ort der thüringischen Stadt Greiz mit rund 1000 Einwohnern. Er ist Sitz des Stadtteils Obergrochlitz/Caselwitz.

## Lage
Obergrochlitz liegt ca. 2 Kilometer südwestlich von Greiz. Da der Ort auf dem Kamm eines Berges liegt, bietet sich von hier ein Panorama auf das Vogtland.

## Geschichte
Während Greiz selbst bereits 1209 erstmals urkundlich erwähnt wurde, stammt die erste Erwähnung des damaligen Grochlitz erst aus dem Jahre 1449. Bis zur Mitte des 18. Jahrhunderts bestand Obergrochlitz lediglich aus einem Kammergut im Bereich der Schleuße. Unterhalb des späteren Staatguts entstand ab 1752 der heutige Ort.
Ein großer Teil des heutigen Obergrochlitz gehörte früher als "Neucaselwitz" zur Gemeinde Caselwitz. Dies umfasste das Gebiet Auf der Windhöhe mit der Turnhalle bis zum Waldholz, welches ab 1874 durch Rodung erschlossen wurde. Am 1. Januar 1922 wurde Obergrochlitz mit Caselwitz zur kurzlebigen Gemeinde Caselwitz-Grochlitz zusammengeschlossen. Diese ging am 1. Oktober 1922 in der Stadt Greiz auf. In der Folge kamen Neucaselwitz und die Eichleite, die zuvor zu Caselwitz gehörten, zum Ort Obergrochlitz.

## Sport
In Obergrochlitz ist des Weiteren der TuS Obergrochlitz angesiedelt. Besonders erwähnenswert hierbei ist die Faustball-Mannschaft des Vereins, die auf dem örtlichen Faustballplatz trainiert und regelmäßig Erfolge bei Wettkämpfen feiert.

## Faschingsverein
Obergrochlitz besitzt einen eigenen Faschingsverein, der in der Turnhalle sein Vereinshaus hat. Besonders erwähnenswert sind hierbei die öffentlichen Veranstaltungen zum Fasching, die unabhängig von dem Greizer Faschingsverein stattfinden.

## Wirtschaft und Infrastruktur
Mit dem Flugplatz Greiz-Obergrochlitz besitzt Obergrochlitz einen für die Region wichtigen Sportflugplatz. Bereits 1918 landete hier das erste Motorflugzeug „Albatros“. Der Flugplatz ist unter anderem geeignet für Motorsegler, Segelflugzeuge (Winden- und Flugzeugschleppstart), Ultraleichtflugzeuge, Ballone sowie Drachen- und Gleitschirmflug. Von hier aus bietet sich auch die Möglichkeit für Rundflüge über das gesamte Vogtland. Der 1927 gegründete Luftsportverein Greiz hat seinen Standort ebenfalls in Obergrochlitz. Von hier aus wird regelmäßig die Thüringenmeisterschaft im Streckensegelflug durchgeführt.
Am Carolinenfeld hat die Freiwilligen Feuerwehr Obergrochlitz ihren Sitz. Gleich dahinter beginnt das Gebiet des Diakonievereines Carolinenfeld, welcher an diesem Standort behinderte Jugendliche und Erwachsene unter anderem in einem Wohnheim betreut und in einer eigenen Schule und Arbeitsstätte intensiv fördert.

## Söhne von Obergrochlitz
Obergrochlitz ist der Heimatort des NS-Schriftstellers Alfred Thoß, der hier am 13. März 1908 geboren wurde. Er hatte später seine unrühmlichen Erfolge mit Büchern wie Deutsches Bauerntum und Heimkehr der Volksdeutschen.
Obergrochlitz ist außerdem Heimatort des SPD-Politikers Erwin Erdmann, ebenso des NS-Gegners Otto Meier, nach welchem die Ortsdurchfahrt benannt ist.
- Carl Heyer (1840–1892), deutscher Gutsbesitzer und Politiker